# Cer(III)-nitrat
Cer(III)-nitrat ist eine anorganische chemische Verbindung des Cers aus der Gruppe der Nitrate, die meist als Hexahydrat vorliegt.

## Eigenschaften
Cer(III)-nitrat ist als Hexahydrat ein Feststoff, der in Form von farblosen Tafeln oder sehr kleinen Prismen vorliegt. Er besitzt eine trikline Kristallstruktur mit der Raumgruppe P1 (Raumgruppen-Nr. 2). Bei 100 °C wandelt er sich in das Trihydrat um.

## Verwendung
Cer(III)-nitrat kann als Katalysator verwendet werden. Es dient auch der Trennung von Cer von anderen seltenen Erden. Es wurde früher in Kombination mit Thoriumnitrat für Glühstrümpfe verwendet.